# Nikephoros Basilakes
Nikephoros Basilakes (auch Basilakios, mittelgriechisch Νικηφόρος Βασιλάκης; † nach 1079) war ein byzantinischer General und Usurpator gegen Kaiser Nikephoros III.

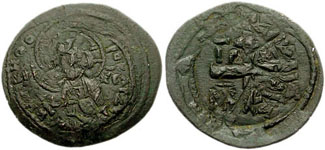
Follis des Nikephoros Basilakes (Zuweisung unsicher)

## Leben
Der Magistros und Protoproedros Nikephoros Basilakes amtierte unter Kaiser Romanos IV. (1068–1071) als Katepan von Theodosiopolis. Im August 1071 war er mit einem Truppenkontingent aus Syrern und Armeniern an der für Byzanz verheerenden Schlacht bei Manzikert gegen die Seldschuken beteiligt. Ebenso wie Romanos IV. wurde auch Basilakes von Sultan Alp Arslan gefangen genommen und nach Abschluss des Friedensvertrags wieder auf freien Fuß gesetzt.
Im Jahr 1077 revoltierte der Dux von Dyrrhachion, Nikephoros Bryennios, mit Unterstützung seines Bruders Johannes gegen Kaiser Michael VII. und dessen mächtigen Minister Nikephoritzes. Nikephoros Basilakes, der sich zunächst insgeheim an der Verschwörung der Bryennoi beteiligt hatte, erhielt von Nikephoritzes den Auftrag, die gefährliche Rebellion niederzuschlagen und Nikephoros Bryennios als Dux von Dyrrhachion abzulösen. Die beiden Generäle trafen bei Thessaloniki aufeinander, verständigten sich aber nach einem Scharmützel auf ein gemeinsames Vorgehen. Nikephoros Bryennios rief sich zum Gegenkaiser aus und brachte bis November 1077 fast ganz Makedonien und Thrakien unter seine Herrschaft.
In den Thronwirren des Frühjahrs 1078 nach der Abdankung Michaels VII. verhielt sich Nikephoros Basilakes zurückhaltend. In Thessaloniki wartete er den Ausgang des Machtkampfes zwischen Nikephoros Bryennios und Nikephoros Botaneiates ab, der sich am 7. Januar ebenfalls zum Kaiser ausgerufen hatte. Nach Bryennios’ Niederlage ließ sich Basilakes von den verbliebenen Truppen der Westarmee seinerseits als Basileus akklamieren. In einer Schlacht am Vardar unterlag er dem jungen Feldherrn Alexios Komnenos, den Botaneiates gegen ihn ausgesandt hatte, und floh nach Thessaloniki. Beim Versuch, die Akropolis der Stadt auf eine Belagerung vorzubereiten, wurde er von seinen eigenen Soldaten festgenommen und an Nikephoros Botaneiates ausgeliefert, der ihn blenden ließ. Sein weiteres Schicksal ist unbekannt.